# Fernando Llanos (videoartista)
Fernando Llanos (Ciudad de México, 1974) es un artista experimental mexicano que trabaja sobre todo con dibujo y video.
Es escritor, curador, productor, músico y docente. Está considerado uno de los artistas mexicanos contemporáneos más activos y es un referente en el video latinoamericano. Su trabajo se ha presentado en lugares como el Guggenheim de Nueva York, el Festival de Nuevo Cine y Nuevos Medios en Montreal, el World Wide Video Festival en Ámsterdam, el Transmediale de Berlín, entre otros.

## Biografía
Nació en el Hospital de México en la Colonia Escandón, pero vivió en el Estado de México (Valle Dorado) hasta los nueve años. Posteriormente vivió en Morelia hasta los diecinueve años, y de ahí viajó para estudiar artes gráficas un año en Florencia. Regresó a vivir a la Ciudad de México, desde donde produce desde entonces.
Cursó la licenciatura en Artes Plásticas, con especialización en video, en la Escuela Nacional de Pintura, Escultura y Grabado "La Esmeralda". Desde muy joven su trabajo artístico se mueve entre la creación en video, el mail art, el video acción, el performance y el dibujo.
En el 2000 hizo el proyecto "Videomails", que consistió en enviar semanalmente, todos los martes, durante un año, vídeos por correo-e a quien se suscribiera. Llegó a tener 1,600 suscriptores, y con estos vídeos hizo en colaboración con Arcángel Constantini el primer sitio web de un artista de video en América Latina: www.fllanos.com
En el 2001 comienza a desarrollar un proyecto de videointervenciones móviles en contextos urbanos específicos, más conocido como VIDEOMAN. Dicho proyecto ha recorrido México, Sudamérica, Europa y Estados Unidos pasando por Festival Transitio_Mx, 35 Festival Internacional Cervantino, Madrid Abierto, Museo de Arquitectura de Estocolmo, Arte.mov Brasil, Mapping Festival, CCE y Stan Lee and Gerald Rubin Center for the Visual Arts. 
La actividad curatorial, artística y docente se alternan es su vida. Fue fundador y director del foro de animación contemporánea ANIMASIVO para el Festival de México en el Centro Histórico (2008-2011). Ha curado y difundido más de 15 curadurías de videos tanto en México como en el extranjero. Fue el curador de la retrospectiva de Felipe Ehrenberg, que se presentó en:
- Ex-Colegio Civil Centro Cultural Universitario, Monterrey, Nuevo León, 2006.
- Museo de Arte Moderno, Ciudad de México, 2008.
- Galería de Arte Contemporáneo, Xalapa, Veracruz, 2009.
- Museo de Arte Latinoamericano de Los Ángeles, Long Beach, Estados Unidos, 2010.
- Pinacoteca de São Paulo, Brasil, 2010.

En el 2008 formó la editorial Ediciones Necias desde donde le da salida a sus inquietudes sobre papel, uno de sus más recientes publicaciones es Rinostalgías, que fue presentado en el Museo de Arte Moderno de la Ciudad de México el 5 de abril de 2014. Paralelamente crea el proyecto musical Mi Reyna desde 2008 con el que lleva 2 discos editados: "La realeza se mama" y "Venga a nosotros Mi Reyna".
Es miembro del Sistema Nacional de Creadores de Arte del Fondo Nacional para la Cultura y las Artes desde 2010. Ha sido reconocido con becas y premios, entre los cuales destacan la Mención Honorífica en el Festival Transitio Ciudad de México, la beca de intercambio de residencias artísticas México-Canadá en el centro Banff para las artes y la beca para Jóvenes Creadores del Fondo Nacional para la Cultura y las Artes de México.
Desde 2010 realizó su primer largometraje documental “Matria”, el cual se estrenó en 2016.

## Obra
La obra de Llanos abarca una gran cantidad de disciplinas, las cuales pueden llegar a convivir en un mismo producto cultural. Es el caso, por ejemplo, de su proyecto musical Mi Reyna, el cual produce discos acompañados de obras artísticas impresas.

### Videografía
Ha realizado más de 70 videos, entre los que constan:
- RPM, 1998
- VIDEOMAILS, 2010
- Making of “Amores Perros”, 2000
- Yo oy (Joy) 1998
- Tradición, 1998
- KIF KIF, 1998
- c.a.r.a.c.a.s., 1998
- El apoYOcabeza, 2000
- Serie “Videoviajes” 2000
- Serie “Memory full / Memory fool”, 2003
- Barras libres, 2002
- Transmitiendo trazos, 2003
- CITtA, 2004
- amor es, 2004
- vi_video, 2005
- Preguntas sobre pixel, 2006
- La muerte de Videoman, 2010
- Mónica, 2012

#### En DVD
Materiales audiovisuales en colaboración con otros personajes, instituciones y/o compañías.
- Conciencia Concéntrica, 2005
- Animasivo 1, 2008
- Animasivo 2, 2009
- La Cooperativa de arte en video, 2009
- Animasivo 3, 2010

### Proyectos sonoros
En colaboración con otros artistas:
- Incidentales y ambientales, Enrique Greiner y Fernando Llanos, Revista RIM, Los Ángeles, 2002
- Mi Reyna "La realeza se mama", Ediciones Necias, 2010
- Transmitiendo trazos (CD interactivo), Centro Cultural de España, México, 2003
- Venga a nosotros Mi Reyna (Ediciones Periféricas y Ediciones Necias)- 2013

### Obra impresa
- Cursiagridulce. Trilce. 2006. p. 320. ISBN 968-6842-94-2. Archivado desde el original el 31 de mayo de 2014. Consultado el 30 de mayo de 2014.
- Handmade - 2003
- Preguntas - 2009
- Manchuria (Diamantina) - 2008
- Satélite, el libro (UAM) - 2012
- Videoman (Ediciones Necias) - 2008
- Venga a nosotros Mi Reyna (Ediciones Periféricas y Ediciones Necias)- 2013
- Ministructivo (Ediciones Necias) - 2011
- Espejulacciones, en colaboración con Felipe Ehrenberg - 2011
- Calendario (Ediciones Necias) - 2012
- Apuntes (Ediciones Necias) - 2013
- Calendario 2013 (Lilit)
- Adentro (Ediciones Necias) - 2013
- Rinostalgias (Proyecto Literal y Ediciones Necias) - 2014

## Sobre Fernando Llanos
Seguiré a Fernando para siempre. Me interesa su obra, me interesa sus obsesiones, pero sobre todo me interesa el enorme mundo interno que bulle dentro de él y que me permite enriquecer mi vida propia. Invito a quien no conozca su obra, que se adentre en ella y se deje llevar. Y si pueden, los invito a que lo conozcan. Es un chingón.
Guillermo Arriaga

Fernando Llanos es uno de los artistas experimentales más interesantes del México contemporáneo. Su obra deambula entre varios territorios y disciplinas incluyendo el video, la robótica, el ciber-arte y el performance.
Guillermo Gómez-Peña, artista.

Fernando Llanos posee una cualidad poco común entre los videastas: sabe dibujar.  Además, es uno de esos dibujantes virtuosos...
Carla Rippey, dibujante